# Abdoel Qadir (politicus, 1944)
(Dagarwal) Abdoel Qadir (Herat, 1944 – 22 april 2014) was een Afghaans militair en staatsman. Hij behoorde tot de Tadzjiekse bevolkingsgroep in Afghanistan. 

## Levensloop
Qadir volgde een militaire opleiding (luchtmacht) in de Sovjet-Unie, bereikte de rang van majoor, werd lid van de communistische Democratische Volkspartij van Afghanistan (DVPA) en sloot zich aan bij de Parcham (vlag)-fractie binnen die partij. Op 27 april 1973 pleegde hij samen met enkele andere officieren een staatsgreep, waarna de Afghaanse monarchie werd afgeschaft en die Mohammed Daoed Khan als president aan de macht bracht. Qadir werd tot kolonel bevorderd en aangesteld als plaatsvervangend commandant van de luchtmacht. In 1975 werd hij echter door Daoed aan de kant geschoven, vanwege zijn kritiek op de president. President Daoed benoemde hem toen tot chef van het militaire slachthuis.
In 1977 herenigden de twee communistische facties Parcham (Vlag) en Khalq (Massa/Volk) zich en op 27 april 1978 pleegden kolonel Qadir en majoor Aslam Watanjer een staatsgreep, waarbij president Mohammed Daoed Khan om het leven kwam. Qadir werd voorzitter van de Militaire Revolutionaire Raad, maar droeg al op 30 april 1978 de macht over aan de communisten. De Khalq-factie verkreeg de meeste macht. In de nieuwe regering werd Qadir minister van defensie.
Omdat de Khalq en Parcham-facties spoedig daarna onderling ruzie kregen over het te volgen beleid, besloot de Khalq-leiding om de meeste Parcham-ministers te ontslaan en weg te promoveren als ambassadeur. Aanvankelijk werd Qadir als minister gehandhaafd, maar toen duidelijk werd dat hij samen met de Parcham-leider Babrak Karmal plannen maakte voor een staatsgreep, werd Qadir gevangengezet en ter dood veroordeeld. De straf werd echter door premier Hafizullah Amin omgezet in levenslang.
Na de Sovjet-interventie (december 1979), werd Qadir uit de gevangenis bevrijd en werd hij plaatsvervangend minister van defensie in de regering van president Babrak Karmal. In 1980 werd hij tevens lid van het politbureau van de Democratische Volkspartij van Afghanistan (DVPA) en bevorderd tot luitenant-generaal. Van 1982 tot 1986 was Qadir minister van defensie. In 1986 werd hij aangesteld als ambassadeur in Polen. Na de omverwerping van de communistische regering in Afghanistan 1992 ging hij in ballingschap.